# 1717 Broadway
1717 Broadway (auch Courtyard and Residence Inn Manhattan Central Park) ist ein Wolkenkratzer in Manhattan in New York City. Das Gebäude beherbergt die zwei Marriott-Hotels „Courtyard New York Manhattan/Central Park“ und „Residence Inn New York Manhattan/Central Park“ und wurde nach seiner Adresse am Broadway benannt.

### Ansichten

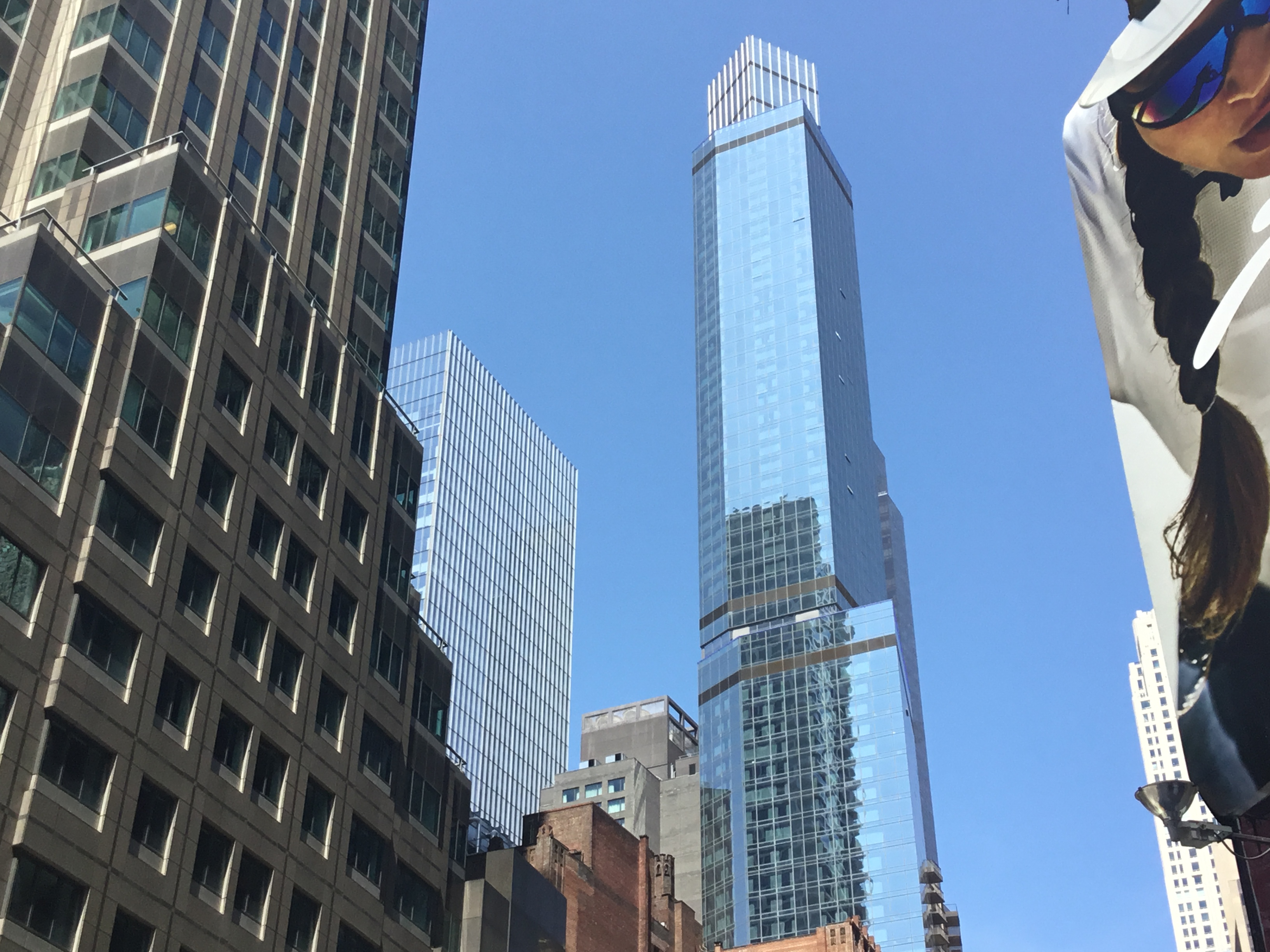
Das Hotel am 25. August 2021

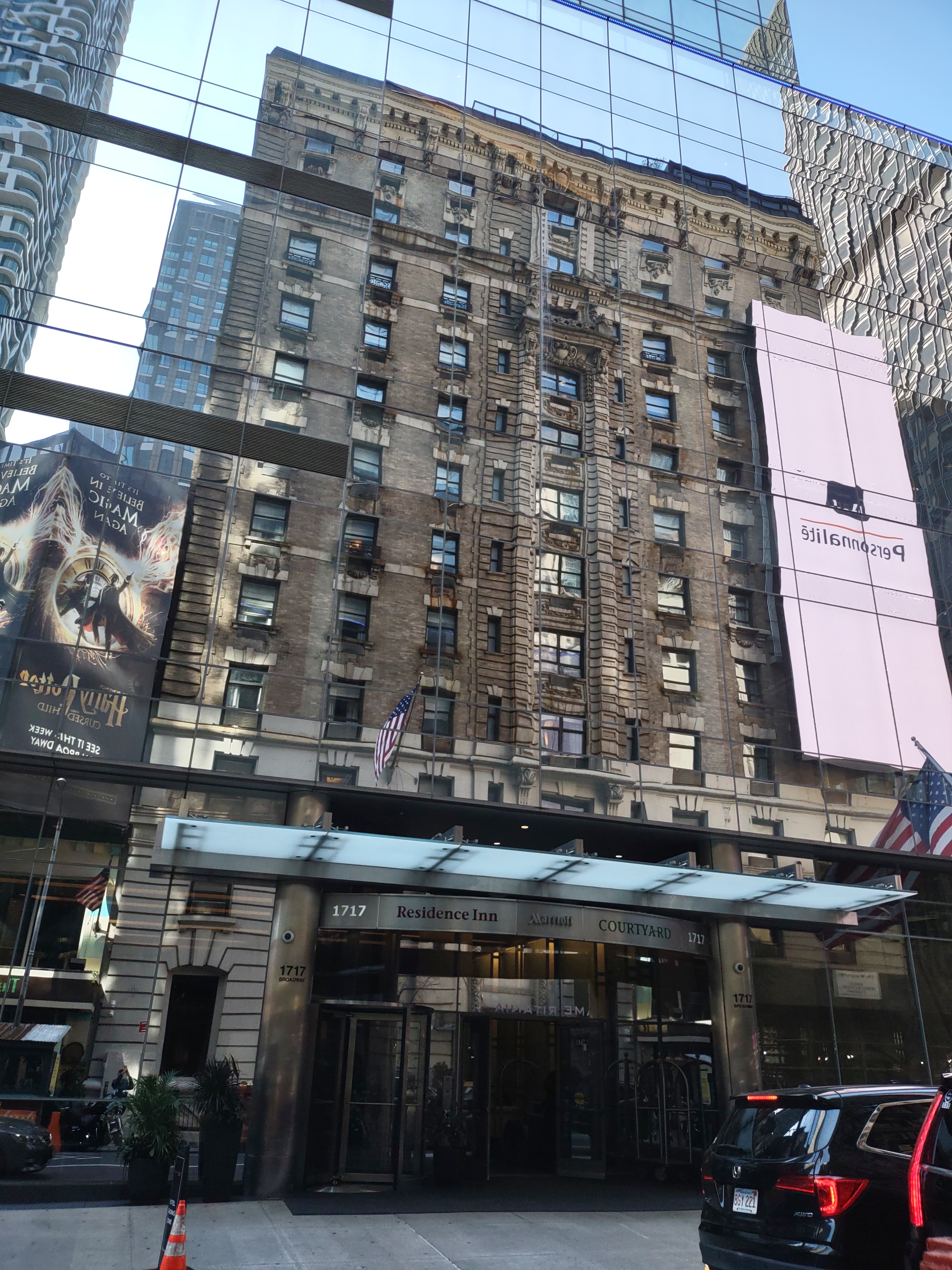
Hoteleingang in September 2023

## Beschreibung
Der Hotelturm befindet sich in Midtown Manhattan an der Nordwestecke Broadway und West 54th Street. Ein Nachbargebäude ist der 201 Meter hohe Büroturm 250 West 55th Street. Wenige Meter Richtung Times Square befindet sich das Ed Sullivan Theater, wo bis 2015 die Late Show with David Letterman prudziert wurde und seitdem die The Late Show with Stephen Colbert ausgestrahlt wird. Vier Blocks nördlich liegen der Central Park und der Columbus Circle. 
Das Gebäude wurde vom Architekturbüro Nobutaka Ashihara Associates entworfen und von 2011 bis 2013 erbaut. Mit einer Höhe von 229,6 Metern (753 Fuß) ist es das höchste Hotelgebäude der Stadt und löste nach seiner Fertigstellung das Four Seasons Hotel (207,9 m) im Ranking ab. Optisch zeichnet sich der Wolkenkratzer durch einen quadratischen Grundriss und eine Glasfassade aus. Auf den 67 Stockwerken befinden sich zwei verschiedene Hotels, das „Courtyard New York Manhattan/Central Park“ und das „Residence Inn New York Manhattan/Central Park“ mit insgesamt 639 Hotelzimmern. Die einheitliche Glasfassade wird oberhalb von 100 Metern für wenige Etagen unterbrochen, da sich dort ein offenes Atrium befindet, das den Übergang der beiden Hotels bildet.
Des Weiteren verfügt das Gebäude in geringen Maßen über Büro- und Einzelhandelsflächen. In der zweiten Etage und einem dortigen Zwischengeschoss befinden sich insgesamt 1083 m² Büroflächen. Das Erdgeschoss beherbergt zwei Einzelhandelsflächen mit zusammen 250 m².
Die Bauarbeiten für das Hotel wurden im Sommer 2011 begonnen, bereits Ende Oktober waren zwei Baukräne errichtet und die Arbeiten am Fundament und den unterirdischen Etagen nahezu abgeschlossen. Im Anschluss begann die Errichtung der oberirdischen Stockwerke und damit auch nach und nach deren Ausbau sowie die Glasverkleidung. Die endgültige Höhe des Gebäudes wurde im Oktober 2012 erreicht. Im November 2013 wurde das Gebäude fertiggestellt und eröffnet. Ursprünglich war der Eröffnungstermin ein Jahr später veranschlagt worden, da von einem langsameren Bauverlauf ausgegangen wurde.

### Hotels
- Courtyard New York Manhattan/Central Park: 378 Zimmer, unterer Gebäudeteil bis Etage 32, insbesondere für Geschäftsreisende.
- Residence Inn New York Manhattan/Central Park: 261 Zimmer und Suiten, oberer Gebäudeteil ab Etage 33 inklusive Freizeiteinrichtungen, geeignet für längere Aufenthalte.